# Такси
Такси је врста јавног превоза где корисник – путник (или путници) изнајмљују на одређено време превозно средство са возачем који ће га (их) превести од једне локације до друге.
Под таксијем се најчешће подразумева аутомобил али то може бити и авион, чамац, гондола, камион...

## Етимологија
„Таксикаб“ је сложена реч настала од контракција „таксиметар“ и „кабриолет“. „Таксиметар“ је адаптација немачке речи такаметер, која је сама по себи била варијанта раније немачке речи „Taxanom“. „Taxe“ (изговара се tax-eh) је немачка реч која значи „порез“, „наплата“ или „скала накнада“. Средњовековна латинска реч „taxa” такође значи порез или наплату. „Такси“ се ултиматно може приписати τάξις од τάσσω што на старогрчком значи „поставити у одређени ред“, као што је командовање уређеном борбеном линијом, или одређивање плаћања пореза, до у којој мери ταξίδι (taxidi) сада на грчком значи „путовање“ у почетку је означавало уређени војни марш или кампању. Метар је од грчког μέτρον (metron) што значи „мера“. „Кабриолет“ је врста коњске запреге, од француске речи „cabrioler“ („скок, капар“), од италијанске речи „capriolare“ („салто“), од латинске речи „capreolus“ („срна“, „дивља коза“). У већини европских језика та реч је попримила значење кабриолета.
Такси возила у Паризу опремљена су првим бројилима од 9. марта 1898. Првобитно су се звали taxibread, а затим су преименовани у такиметре 17. октобра 1904. године.
Хари Натанијел Ален из компаније Њујоршки таксикаб, који је увезао првих 600 њујоршких такси возила на гас из Француске 1907. године, позајмио је реч „таксикаб“ из Лондона, где је та реч била у употреби почетком 1907. године.
Алтернативно, народна етимологија сматра да је добио име по Францу фон Таксису, из куће Турна и Таксиса, управнику поште Филипа Бургундског из 16. века и његовом нећаку Јохану Батисту фон Таксису, генералном управнику поште Светог римског царства. Они су успоставили брзе и поуздане поштанске услуге (преношење писама, уз неке поштанске руте које превозе људе) широм Европе.

## Уговарање превоза
Возачи таксија, таксисти, су најчешће организовани у удружења, која им омогућују ефикасније деловање пре свега пријемом позива странака преко радија.
Услуга, вожња се заказује телефоном, у задње време и СМС-ом. Дуже вожње се могу заказати и који дан раније. Такси услуга се може добити и заустављањем „слободног“ таксија на улици. 
Таксити на крову имају светлећу ознаку на којој пише “Taxi“ као и број такси возила. Када је светло упаљено такси је „слободан“

## Наплата услуге
Такси услуга се плаћа из два дела „полазак“ – фиксни износ без обзира на растојање које ће се прећи и дела који је везан за растојање тј. наплата по пређеном путу. Тарифа зависи и од доба дана, дана у недељи, празника.
Такси вожња се најчешће наплаћује путем таксиметра, који је повезан са окретањем точкова (тако мери пређено растојање). Таксиметар ради и ако се такси заглави у саобраћајној гужви, тада се пребацује на режим мерења времена па и даље ради. 
Поједина такси удружења дају попусте на телефонски позив.
Поједина предузећа праве уговоре са одређеним такси удружењима о превозу на такси-бон. Запослени који поседују такси-бон добијају попуст на услугу.

## Занимљивости
У појединим земљама постоји обавеза коришћења одређеног типа аутомобила за такси, док у Енглеској постоји посебна фабрика боја производи посебна такси возила. Таваница у тим возилима је виша а возач је од путника одвојен непробојним стаклом што битно утиче на безбедност возача.
Најчешће коришћена боја за таксије у свету је жута.
Бити таксиста значи сусретати много различитих људи. Због свог различитог искуства о таксистима је снимљено много филмова, од којих су неки култни.

## Историја
Први таксисти су се појавили почетком 17. века у Паризу и Лондону. Никола Соваж (енгл. Nicolas Sauvage) је био први таксиста о коме постоји документација да је пријавио државним органима посао таксирања 1640. године. Наравно, први градски такси се одвијао у фијакерима уз обавезну коњску вучу.
Таксиметар је пронашао Вилхелм Брун (енгл. Wilhelm Bruhn) 1891. 
Двосмерни радио, који је омогућио комуникацију са такси централом и другим возачима је први пут примењен 1940.

### Хакни кочије
Услуге изнајмљивања коњских запрега почеле су да функционишу у Паризу и Лондону почетком 17. века. Први документоване јавне хакни кочије за изнајмљивање појавиле су се у Лондону 1605. године. Године 1625. постале су доступне кочије за изнајмљивање од гостионичара у Лондону, а прво стајалиште таксија појавило се на Странду испред Мејпол Ина 1636. године. Парламент је 1635. године донео Закон о хакни запрегама да се легализују коњске запреге за изнајмљивање. Кочије су изнајмљивали гостионичари трговцима и посетиоцима. Још једну „Уредбу о регулисању кочијаша у Лондону и околним местима“ одобрио је Парламент 1654. године, а прве дозволе за кочијаше издате су 1662. године.
Сличну службу је започео Никола Соваж у Паризу 1637. године. Његова возила су била позната као фијакери, јер је главно стајалиште возила било насупрот светилишта Светог Фијакра. (Израз фијакер се и даље користи у француском да опише возило за најам са коњском запрегом, док се немачки израз Fiaker користи, посебно у Аустрији, да се односи на исту ствар.)

### Хансоми
Хансомов такси је дизајнирао и патентирао 1834. Јосеф Хансом, архитекта из Јорка, као значајно побољшање старих хакни кочија. Ова возила на два точка била су брза, довољно лагана да их вуче један коњ (што је путовање чинило јефтинијим од путовања у већој кочији са четири точка), била су довољно окретна да се крећу око коњских возила у озлоглашеним саобраћајним гужвама Лондона у деветнаестом веку, и имала су низак центар гравитације за безбедно скретање. Хансомов оригинални дизајн су модификовали Џон Чепмен и неколико других како би побољшали његову практичност, али је задржато Хансомово име.
Прву такси службу у Торонту, „Град“, основао је 1837. Торнтон Блекберн, бивши роб чији је бекство када је заробљен у Детроиту било подстицај за побуну у Блекберну.

### Модерни такси
Електрични таксији на батерије постали су доступни крајем 19. века. У Лондону, Валтер Берсеј је дизајнирао флоту таквих таксија и увео их на улице Лондона 19. августа 1897. године. Убрзо су добили надимак 'Колибри' због идиосинкратичне буке коју су стварали. Исте године у Њујорку, Samuel's Electric Carriage and Wagon Company почела је са операцијом 12 електричних хансомових таксија. Компанија је радила до 1898. године са до 62 возила која су била у употреби све док је њени финансијери нису реорганизовали у компанију и формирали Electric Vehicle Company.
Савремени таксиметар измислио је и усавршио трио немачких проналазача; Вилхелм Фридрих Недлер, Фердинанд Денкер и Фридрих Вилхелм Густав Брун. Дејмлер Викторија — први такси на бензински погон на свету — направио је Готлиб Дејмлер 1897. године и почео је да послује у Штутгарту 1897. године. Таксији на бензински погон почели су да раде у Паризу 1899. године, у Лондону 1903. и у Њујорку 1907. године. Њујоршке таксије је првобитно увезао из Француске Хари Н. Ален, власник компаније Ален-Кингстон Мотор Кар. Њихова производња одвијала се у Бристол Инџинирингу у Бристолу, Конектикат, где су 1908. године направљена прва такси возила америчке производње, које је дизајнирао Фред Е. Москович који је радио у Дејмлеру касних 1890-их. Алберт Ф. Рокквел је био власник Бристола и његова супруга је предложила да офарба своје таксије у жуто како би се повећала уочљивост тих возила. Москович је био један од организатора прве компаније Yellow Taxicab Company у Њујорку.

## Возила
Градови попут Лондона и Токија су применили посебне прописе као што су лондонски Услови подобности који диктирају величину, ефикасност горива, емисију штетних гасова и стандарде приступачности далеко строже од оних за приватна возила. Слично као и њујоршки Чекер такси из периода од шездесетих до осамдесетих, јединствени атрибути града често чине возила направљена да одговарају тим захтевима свеприсутним у његовим возним парковима, и често постају култна слика самог града.
Иако су напори Њујорка да примени нове прописе били неуспешни у напорима да се уведу хибридна возила и возила за инвалидска колица, напори Лондона и Токија су донели јединствена возила као што су LEVC TX и Тојота ЈПН Такси која задовољавају и превазилазе модерне емисије и захтеве приступачности за будућност, а очекује се да ће се то ускоро проширити и на друге градове како се старији модели ротирају из већих градова на мања тржишта. Модификације постојећих миникомбија као што су Мерцедес Вито Лондон Такси и Nissan NV200 уведене су као зауставне мере да би се испунила потреба за алтернативним производима, међутим њихово прихватање од стране возача тек треба размотрити.

## Типови аутомобила, који се користе у таксију
Типови аутомобила, који се користе у такси превозу, значајно се разликују у зависности од конкретних потреба и услова експлоатације. Најчешћи тип су седани, који нуде оптималну комбинацију комфора, економичности и компактности, што их чини идеалним за градске вожње и краткотрајне трансфере. За вожње са већим нивоом комфора или пословне догађаје тражени су аутомобили бизнис класе, који се одликују високим нивоом опреме и побољшаном звучном изолацијом.
Посебну категорију представљају каравани, који се одликују повећаним простором за пртљаг и удобношћу за путнике са већом количином пртљага. То их чини незаменљивим за трансфере на аеродроме или железничке станице, као и за породице које путују.
Миниванови и микроаутобуси играју важну улогу у превозу великих група путника, посебно при организацији корпоративних путовања, тура и догађаја. Ови аутомобили могу примити осам и више путника, обезбеђујући при томе висок ниво комфора. Последњих неколико година бележи се стабилан раст потражње за овом врстом аутомобила, што је условљено повећањем популарности групних путовања и корпоративних догађаја.
При избору аутомобила за такси, компаније обраћају пажњу на важне факторе, као што су капацитет, комфор, ефикасност горива и поузданост. Ови критеријуми утичу не само на задовољство путника, већ и на укупну економску ефикасност експлоатације возног парка. У наредним годинама очекује се јачање тренда употребе електричних и хибридних модела, што је условљено настојањем да се смање трошкови експлоатације и минимизира утицај на животну средину. Према прогнозама, до 2030. године удео електричних и хибридних аутомобила у такси парковима може достићи 40–50%, доприносећи формирању еколошки чисте градске транспортне инфраструктуре.